# Морская и колониальная лига

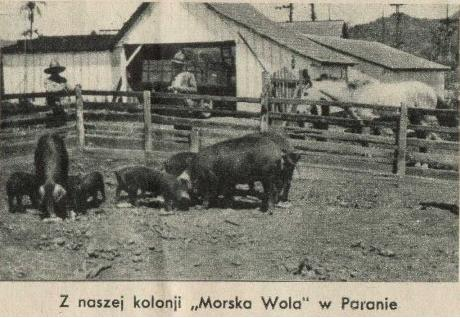
Колония Морская воля в Паране

Морская и колониальная лига (пол. Liga Morska i Kolonialna) — польская общественная организация, созданная в 1930 году в результате преобразования Морской и речной лиги.

## История

### 1918—1939
Перед Первой Мировой войной в военно-морских флотах колониальных держав служили тысячи поляков. Некоторые выслужились до высоких офицерских чинов, и свою профессиональную квалификацию стремились использовать в возрождённом отечестве.
Для большинства польских политиков межвоенного периода море было понятием далёким и туманным, а узкая полоса морского побережья, отданная Польше после войны, не впечатляла. Однако некоторые осознавали, что будущее Польши, её хозяйственное развитие, зависит от морской политики государства. Строительство Польши в качестве морской державы требовало прежде всего формирования в обществе морского сознания и его просвещения.
23 сентября 1922 года сейм принял важное постановление о постройке торгового порта в Гдыне. 29 апреля 1923 президент Станислав Войцеховский прибыл в Гдыню на церемонию открытия временного военного порта и туристической базы для рыбаков.
Организация, созданная 1 октября 1918 года по инициативе контр-адмирала Казимежа Порембского, под названием Общество на поприще развития судоходства «Польский флаг» (пол. Stowarzyszenie na Polu Rozwoju Żeglugi "Bandera Polska"), затем была переименована в Лигу польской навигации (пол. Liga Żeglugi Polskiej). В 1924 году организация поменяла название и стала называться Морская и речная лига (пол. Liga Morska i Rzeczna). Лига ставила себе целью популяризацию морских проблем среди общества и действовала на благо развития морского и речного флота.
Польская общественная организация Морская и колониальная лига была образована в 1930 году на базе Морской и речной лиги, причем дело было не просто в смене названия, а в изменении курса — в программу организации были включены пункты о необходимости борьбы за обретение Польшей колоний. Руководил организацией генерал Мариуш Заруский (пол. Mariusz Zaruski).
Практическая реализация программы организации заключалась в приобретении территорий под осадничество (например в Бразилии, Перу, Либерии). В 1934 году купила землю в бразильской провинции Парана и основала там посёлок для польских колонистов — Морская воля (пол. Morska Wola). Подписала с Либерией договор о хозяйственном и культурном сотрудничестве и о колонизации её территории. В 30-х годах XX века вела сбор денег в Фонд морской обороны результатом чего, помимо прочего, была постройка подводной лодки «Орёл». Издавала ежемесячник «Море» (пол. «Morze»), посвященный проблемам развития судоходства и ежеквартальный журнал «Морской и колониальный вопрос» (пол. «Sprawy Morskie i Kolonialne»).
Требования о необходимости польской колониальной экспансии в Африке нашли поддержку и у официального польского руководства (оно, например, добивалось Мадагаскара у Франции и передачи Мозамбика от Португалии). 12 января 1937 года, выступая перед бюджетной комиссией сейма, министр иностранных дел Польши Юзеф Бек заявил, что «для Польши большое значение имеют вопросы эмиграции населения и получения сырья и что её больше не может удовлетворять прежняя система решения так называемых колониальных вопросов». 18 апреля 1938 года был с размахом отмечен «день колоний», превратившийся в демонстрацию с требованием заморских колоний для Польши. По поручению правительства этой кампанией руководил генерал Соснковский. Костёлы посвящали требованию колоний мессы, а в кинотеатрах демонстрировались фильмы колониальной тематики.. Колониальные планы польского правительства вызывали в обществе неоднозначную реакцию. Националистические организации призывали переселить всех польских евреев на Мадагаскар.
В 1939 году организация насчитывала почти 1 млн членов.

### 1944 — настоящее время
Морская и колониальная лига прекратила свою деятельность в 1939 году. Была восстановлена в 1944 году под названием Морская лига (пол. Liga Morska), но впоследствии в 1953 году снова упразднена и присоединена к Лиге друзей солдата (пол. Liga Przyjaciół Żołnierza, LPŻ), преобразованной в Лигу защиты родины (пол. Liga Obrony Kraju, LOK).
Вновь была восстановлена в 1981 году под названием Морская лига. 19 марта 1999 года Морская лига была переименована в Морскую и речную лигу.